# Purpurbroget skørhat
Purpurbroget skørhat (Russula undulata) er en middelstor svamp med markant purpurrød til sortviolet hatfarve - ofte med uregelmæssige grågule til gule pletter. Stok og lameller er kridhvide, med alderen grånende. Hatten er op til 10 cm bred, stok op til 2 cm bred og 3-6 cm høj. Også kødet er hvidt, evt. grånende. Svampen har en behagelig duft men skarp til brændende smag. Selvom den ikke er giftig, gør den ubehagelig smag den uspiselig.

## Voksesteder
Purpurbroget skørhat danner mykorrhiza med eg hvor den kan optræde talrigt, desuden kan den også findes (sjældnere) under bøg eller endog nåletræer. Den kan findes i det meste af landet fra juli til oktober, dog sjælden vest for Jyske højderyg. Forekommer i øvrigt almindeligt i store dele af Europa, Nordamerika og Rusland.